# Scott Stevenson
Scott Stevenson (* in Los Angeles) ist ein US-amerikanischer Filmeditor.

## Leben
Stevenson ist Absolvent der UCLA Film and Television School in Los Angeles. Ab Mitte der 1980er Jahre arbeitete er zunächst als Schnittassistent bei US-Produktionen wie Murphys Gesetz (1986), Land der schwarzen Sonne (1990) und Der Exorzist III (1990). Für den Jean-Claude-van-Damme-Film Cyborg aus dem Jahr 1989 wurde er zwischenzeitlich erstmals als eigenständiger Filmeditor gelistet. Doch erst ab Mitte der 1990er Jahre trat er als solcher regelmäßig in Erscheinung, nachdem ihn der französische Schauspieler Mathieu Kassovitz für seinen zweiten Langfilm Hass (1995) als Koeditor verpflichtet hatte. Die durchweg in Schwarzweiß gedrehte Milieustudie über die Tristesse und Gewalt der Banlieues in Frankreich, die sich auch durch den von Jump Cuts geprägten Schnitt auszeichnet, lief bei den 48. Internationalen Filmfestspielen von Cannes im Wettbewerb um die Goldene Palme, erhielt dort den Preis für die beste Regie und war bei der César-Verleihung 1996 in zehn Kategorien für den wichtigsten französischen Filmpreis nominiert. Neben dem César für den besten Film konnten sich auch Stevenson und Kassovitz in der Kategorie Bester Schnitt durchsetzen und den César gewinnen.
Seither ist Stevenson als Filmeditor vor allem in Frankreich tätig. Nach der schwarzhumorigen Filmkomödie Serial Lover – Der letzte räumt die Leiche weg (1998) mit Albert Dupontel montierte er dessen zweiten Langfilm Le Créateur (1999). Es folgten vor allem Arbeiten für das französische Fernsehen, wobei Stevenson zunehmend im Dokumentarfilmbereich tätig wurde. So war er etwa für den Schnitt der Dokumentarminiserie The Staircase: Tod auf der Treppe (2004) des Oscar-Preisträgers Jean-Xavier de Lestrade über den Mordprozess gegen den Schriftsteller Michael Iver Peterson verantwortlich. Später kam Stevenson aber auch bei Filmkomödien erneut zum Einsatz, so etwa unter der Regie von Charlotte de Turckheim bei La Croisière (2011) und Ziemlich dickste Freundinnen (2012).
Für den Schnitt des Emmy-prämierten Dokumentarfilms LA 92 (2017) über die Unruhen in Los Angeles von 1992 infolge von ungestrafter Polizeigewalt gegen den Afroamerikaner Rodney King erhielt Stevenson zusammen mit den beiden Machern des Films, T. J. Martin und Dan Lindsay, eine Nominierung für den Eddie Award der American Cinema Editors. Dieser Vereinigung von Filmeditoren gehört Stevenson auch als Mitglied an.

## Filmografie (Auswahl)
- 1989: Cyborg
- 1995: Hass (La Haine)
- 1997: Bastard – Willkommen im Paradies
- 1997: Mit den Waffen eines Vaters (Vérité oblige) (TV-Serie, eine Folge)
- 1998: Serial Lover – Der letzte räumt die Leiche weg (Serial Lover)
- 1999: Le Créateur
- 1999: George Dandin (TV-Film)
- 2002: Samouraïs
- 2003: Im Visier des Bösen (Entrusted) (TV-Film)
- 2004: The Staircase: Tod auf der Treppe (Soupçons) (Dokumentarminiserie)
- 2007: Das Gesetz von Las Vegas (Sin City Law) (Dokumentarserie, vier Folgen)
- 2009: Wunder dauern etwas länger (La Guerre des saintes) (TV-Film)
- 2010: Der Chinese von Belleville (Belleville story) (TV-Film)
- 2010: Tout ce qui brille
- 2011: La Croisière
- 2012: Ziemlich dickste Freundinnen (Mince alors!)
- 2012: La Fleur de l’âge
- 2013: Love Is in the Air (Amour & turbulences)
- 2013: Chambre noire (TV-Film)
- 2015: Very Semi-Serious (Dokumentarfilm)
- 2017: LA 92 (Dokumentarfilm)
- 2018: Flint Town (Dokumentarserie, vier Folgen)
- 2019: Made in China
- 2019: Mon frère – Mein Bruder (Mon frère)
- 2021: America First – Bilanz einer Amtszeit (Trump Takes on the World) (Dokumentarminiserie)
- 2021: Vermisst (Disparitions) (TV-Dokumentation)

## Auszeichnungen
- 1996: César in der Kategorie Bester Schnitt zusammen mit Mathieu Kassovitz für Hass
- 2016: Nominierung für den Emmy (News & Documentary) in der Kategorie Bester Schnitt einer Dokumentation zusammen mit Nels Bangerter für Very Semi-Serious
- 2018: Nominierung für den Eddie Award der American Cinema Editors in der Kategorie Bester Schnitt eines Dokumentarfilms zusammen mit T. J. Martin und Dan Lindsay für LA 92